# Gabriele Salvatores

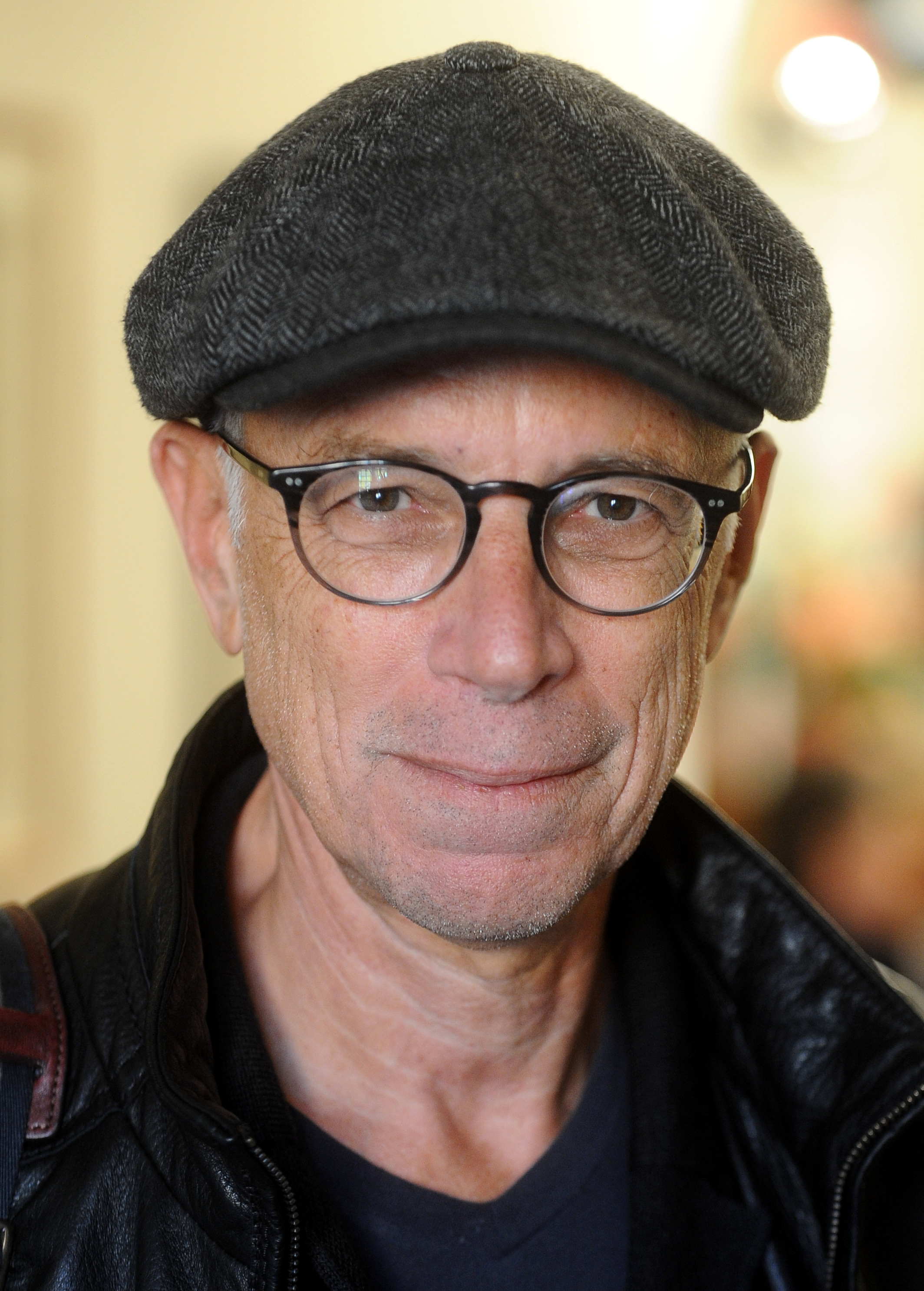
Gabriele Salvatores 2014 an der Buchmesse Lucca Comics & Games

Gabriele Salvatores (* 30. Juli 1950 in Neapel) ist ein italienischer Filmregisseur und Mitgründer des Theaters Teatro dell’Elfo in Mailand.

## Leben
Gabriele Salvatores gründete mit Ferdinando Bruni (* 1952) Anfang der 1970er Jahre das Teatro dell’Elfo in Mailand. Das Duo wurde später durch Elio De Capitani (* 1953) verstärkt.
Salvatores ist ein Filmregisseur und Drehbuchautor, der sich vor allem mit Männergruppierungen beschäftigt, die ihrer Vergangenheit verhaftet sind und erst im Laufe ihrer Lebensgeschichten ihre Sehnsüchte überwinden können und sich neuen Zielen widmen. Dabei spielt das Thema der „Reise“ eine große Rolle in seinen Filmen. Es handelt sich dabei nie nur um geografisch aufzufassende Reisen, sondern auch die Reise an sich, in konstruierte Welten hinein oder in die Vergangenheit der Figuren sind zentrale Motive seiner Werke. Seine Arbeiten stehen in ihrer Atmosphäre den Arbeiten seiner Kollegen Giuseppe Tornatore oder auch Nanni Moretti und Silvio Soldini in nichts nach. 
Seinen ersten Spielfilm „Sogno di una notte d’estate“ drehte er 1983. Seinen Durchbruch hatte er 1989 mit dem Film Marrakech Express, 1992 erhielt seine Regiearbeit Mediterraneo den Oscar für den besten fremdsprachigen Film. 1997 drehte er den Film Nirvana. 2003 startete er mit dem Film Ich habe keine Angst im Wettbewerb der Berlinale 2003. Er erhielt für diesen Film 2004 den italienischen Filmpreis für den besten Jugendfilm und wurde im gleichen Jahr in die internationale Jury der Berlinale berufen. Im Jahr 2010 gehört Gabriele Salvatores der Jury der 67. Internationalen Filmfestspiele von Venedig an.

## Filmografie
- 1983: Ein Sommernachtstraum (Sogno di una notte d’estate)
- 1987: Kamikazen – Ultima notte a Milano
- 1989: Marrakech Express
- 1990: Turné
- 1991: Mediterraneo
- 1992: Puerto Escondido
- 1993: Sud
- 1997: Nirvana
- 2000: Denti
- 2001: Amnèsia
- 2003: Ich habe keine Angst (Io non ho paura) nach einem Roman gleichen Titels von Niccolò Ammaniti.
- 2005: Quo vadis, Baby?
- 2008: Wie es Gott gefällt (Come Dio comanda) nach einem Roman gleichen Titels von Niccolò Ammaniti.
- 2010: Happy Family
- 2013: Sibirische Erziehung (Educazione siberiana) nach einem Roman gleichen Titels von Nicolai Lilin.
- 2015: The Promise (La Promessa), Kurzfilm in Zusammenarbeit mit Zodiak Active für Almo Nature
- 2019: Vincents Welt (Tutto il mio folle amore)